# اکاترینا دافوسکا
اکاترینا دافوسکا (بلغاری: Екатерина Дафовска؛ زادهٔ ۲۸ نوامبر ۱۹۷۵) ورزشکار دوگانه اهل بلغارستان است.